# NGC 1205
NGC 1205 je galaksija u zviježđu Eridan.

## Vanjske poveznice
- SEDS: NGC 1205